# Somatochlora forcipata
Somatochlora forcipata ist eine Libellenart aus der Familie der Falkenlibellen (Corduliidae), die zu den Großlibellen (Anisoptera) gehören.

## Merkmale

### Bau der Imago
Die dunkel gefärbte Imago von Somatochlora forcipata misst zwischen 43 und 51 Millimeter, wovon 34 bis 39 Millimeter auf den Hinterleib (Abdomen) entfallen, was innerhalb der Gattung relativ klein ist. Das Abdomen ist auf dem ersten beiden Segmenten dunkel bis schwarz danach grünlich. Die ersten Segmente sind zudem stark behaart und wirken angeschwollen. Die in der Gattung übliche Musterung setzt sich wie folgt zusammen: Auf dem ersten Segment befinden sich seitlich jeweils zwei kleine Flecken. Auf dem zweiten Segment befindet sich ein apikaler Ring. Zuletzt befinden sich auf beiden Seiten des dritten Segmentes zwei Flecken und Punkte auf den Seiten der Segmente vier mit acht.
Der Teil des Brustkorbes (Thorax), an dem die Flügel ansetzen, der sogenannte Pterothorax ist behaart und dunkel-rotbraun mit den typischen bläulich grünlichen Schimmer. Auf den Seiten kommen hierzu noch zwei helle ovale Flecken. Die Hinterflügel messen 29 bis 33 Millimeter. Die Flügel sind durchsichtig mit schwarzer Aderung. Das Flügelmal (Pterostigma) ist gelb. Die Beine sind bis auf die Unterseite der helleren, vorderen Femora schwarz.
Im Gesicht ist das Labrum schwarz, der Postclypeus ist schwarz und gelb. Die Stirn (Frons) ist dunkelbraun und glänzt auf der Oberseite metallisch grün. Ihre Seiten sind gelblich. Der behaarte Hinterkopf (Occiput) ist schwarz.

### Bau der Larve
Die dunkelbraune, haarige Larve misst zwischen 19 und 20 Millimetern und wird an der breitesten Stelle, dem vierten bis fünften Abdomensegment, 6,6 bis 7,1 Millimeter breit. Es gibt keine Dorsalhaken und seitliche Dornen finden sich nur auf dem neunten Segment.
Die Femora des hinteren Beinpaares messen 5 bis 5,5 Millimeter, die hinteren Tibia messen 5,75 bis 6 Millimeter.
Der Kopf erreicht Längen um die sechs Millimeter. Die Seiten des Kopfes gehen schräg in das leicht konkave Occiput über. Im Zwischenraum der beiden Fühler befindet sich ein Saum aus Härchen. Die Unterlippe (Labium) ist vergleichsweise klein und das Mentum reicht knapp bis zu den Coxae des mittleren Beinpaares. Auf dem etwas längeren als breitem Mentum befinden sich zwölf bis fünfzehn Mental-Härchen.

## Verbreitung und Flugzeit
Die Art ist im Norden der Vereinigten Staaten  und in Kanada verbreitet. Sie fliegt zwischen Mai und September und bewohnt kleine Flüsschen und Tümpel in Moorgebieten.